# Filmová hudba
Filmová hudba je specifický hudební žánr, který se vyznačuje tím, že vzniká jako součást konkrétního filmového díla. Film bývá řazen mezi tzv. scénická umění, jde tedy o specifický podžánr scénické hudby. Z podstaty je filmová hudba spjata se zvukovým filmem, ale může být komponována a dělána i jako dodatečný doprovod k filmům němým.
Významně dotváří atmosféru filmového snímku a proto je při její tvorbě důležitá spolupráce s režisérem (u autorských filmů někdy skládá hudbu režisér samotný). Její význam je mimo jiné i psychologický. Dobré filmové dílo se obvykle vyznačuje i dobrou filmovou hudbou, byť existují i výjimečné případy oceňovaných filmů bez tradičního soundtracku (např. Ptáci). Naproti tomu v umělecky nenáročných a podřadných dílech je obvykle užíváno jen filmových hudebních klišé (smyčce v dojemných scénách apod.) bez tvůrčích ambicí.
Mnohé filmy také místo vlastní (pro ten účel složené) hudby využívají již existující hudební díla, ať už z oboru tzv. klasické hudby (tento postup často využíval Stanley Kubrick), nebo populární písně různých žánrů (Pulp Fiction, Pelíšky, Rebelové).
Kvalitní filmová hudba se posléze může stát natolik známou, že je vydávána na samostatných CD discích jako soundtrack a hrána na koncertech jakožto každá jiná běžná artificiální hudba.
Zvláštním typem filmové hudby je pak hudba muzikálová, která je podstatnou (nosnou), a nikoliv jen podpůrnou složkou filmového vyprávění..

## Významní skladatelé filmové hudby

### Čeští a slovenští skladatelé
- František Belfín
- Luboš Fišer
- Vladimír Godár
- Petr Hapka
- Svatopluk Havelka
- Jan Klusák
- Štěpán Koníček
- Zdeněk Liška
- Peter Machajdík
- Angelo Michajlov
- Vadim Petrov
- Petr Skoumal
- Jiří Srnka
- Karel Svoboda
- Jiří Šust
- Jaroslav Uhlíř
- Jiří Hájek (skladatel)

### Světoví skladatelé
- Angelo Badalamenti
- Klaus Badelt
- Tyler Bates
- Marco Beltrami
- Elmer Bernstein
- Goran Bregovič
- John Carpenter
- Bill Conti
- Vladimir Cosma
- John Debney
- Alexandre Desplat
- Patrick Doyle
- Danny Elfman
- George Fenton
- Richard Gibbs
- Philip Glass
- Eliot Goldenthal
- Jerry Goldsmith
- Joel Goldsmith
- Harry Gregson-Williams
- James Horner
- James Newton Howard
- Mark Isham
- Steve Jablonsky
- Maurice Jarre
- Trevor Jones
- Michael Kamen
- Daniel Licht
- Henry Mancini
- Harry Manfredini
- Clint Mansell
- Dario Marianelli
- Alan Menken
- Giorgio Moroder
- Ennio Morricone
- Michael Nyman
- Riz Ortolani
- John Ottman
- Basil Poledouris
- John Powell
- Zbigniew Preisner
- Sergej Prokofjev
- Graeme Revell
- Nino Rota
- Miklós Rózsa
- Howard Shore
- Lalo Schifrin
- Alan Silvestri
- Yann Tiersen
- Dimitri Tiomkin
- Brian Tyler
- Vangelis
- Mihály Víg
- John Williams
- Gabriel Yared
- Christopher Young
- Hans Zimmer